# Chvojnica (přítok Moravy)
Chvojnica je řeka na západním Slovensku v Záhoří, která protéká územím okresů Myjava, Senica a Skalica. Jde o levostranný přítok Moravy s délkou 34 km, je tokem III. řádu a průměrná lesnatost jejího povodí dosahuje 20 %.
Pramení v Bílých Karpatech, v podcelku Žalostinská vrchovina, v masívu Žalostiné (621,4 m n. m.) v nadmořské výšce cca 570 m n. m., nedaleko slovensko-české státní hranice.
Teče zprvu na západ, obtéká obloukem masiv Žalostiné a teče krátce na jih přes obec Chvojnica, později se stáčí na západ, přibírá zprava Rakovou a opět teče na jih. Opouští Bílé Karpaty a vtéká do Chvojnické pahorkatiny, kde se u obce Lopašov velkým obloukem stáčí na severozápad. Následně protéká přes Oreské, Radošovce (zde přibírá zprava Chropovský potok, zleva Pavlovský potok a následně opět zprava Koválovecký potok), Dubovce, Popudinské Močidľany a Trnovec.
Za Trnovcem z pravé strany přibírá Rúbaniskový potok, dále teče u Holíče, křižuje Kopčianský kanál u Kátova a vstupuje do Dolnomoravského úvalu. Protéká oblastí lužních lesů a do Moravy ústí na 101. říčním kilometru na katastrálním území města Holíč v nadmořské výšce přibližně 162 metrů.
Chvojnica je nejzachovalejším vodním tokem severního Záhoří, koryto s přilehlými břehovými porosty je od pramene až po obec Trnovec chráněno jako přírodní památka Chvojnica.